# Liaison nucléaire
« Défaut de masse » redirige ici. Ne pas confondre avec Excès de masse.
La liaison nucléaire est le phénomène qui assure la cohésion d'un noyau atomique.
Le noyau atomique est composé de protons de charge électrique positive, et de neutrons de charge électrique nulle. La répulsion coulombienne tend à séparer les protons. C'est la force nucléaire qui permet d'assurer la stabilité du noyau.

## Énergie de liaison
L'énergie de liaison E d'un noyau atomique est l'énergie qu'il faut fournir au noyau pour le dissocier en ses nucléons, qui s'attirent du fait de la force nucléaire, force qui correspond à l’interaction forte résiduelle. On définit aussi l'énergie de liaison par nucléon, E/A, où A désigne le nombre de masse du nucléide.

### Énergie nucléaire

Courbe d'Aston : énergie de liaison par nucléon en fonction du nombre de masse, pour les isotopes les plus courants.

Certaines transformations de noyaux libèrent de l'énergie de liaison : c'est l'origine de l'énergie nucléaire. Ces transformations, appelées réactions nucléaires, sont de deux types :
- dans la fusion nucléaire, deux éléments légers (hydrogène, hélium...) produisent un dégagement d'énergie en fusionnant, à l’œuvre notamment dans le Soleil ou les bombes thermonucléaires, dites « bombes H » ;
- dans la fission nucléaire, les éléments lourds (uranium, plutonium...) ne peuvent dégager de l'énergie qu'en se scindant, réaction mise en œuvre dans les centrales nucléaires ainsi que dans les bombes atomiques, dites « bombes A ».

Les éléments intermédiaires relevant du pic du fer : chrome (Cr), manganèse (Mn), cobalt (Co), nickel (Ni), situés au plateau de la courbe d'Aston ci-contre, ont l'énergie de liaison par nucléon la plus forte et sont les plus stables ; leur fusion comme leur fission consomment des énergies colossales qui n'apparaissent que lors des explosions de supernovæ.

### Défaut de masse
Le défaut de masse, noté B, est la différence entre la somme des masses de tous les nucléons d'un noyau (masse des Z protons + masse des (A−Z) neutrons) et la masse de ce même noyau, M(A,Z) :
{\displaystyle B(A,Z)=Z\,m_{\mathrm {p} }+(A-Z)\,m_{\mathrm {n} }-M(A,Z)}.
Cette énergie apparaît dans le bilan de masse du système : la masse du noyau est inférieure à la somme des masses de chacun de ses nucléons. Ce défaut de masse se retrouve sous forme d'énergie grâce au principe d'équivalence masse-énergie exprimé par Albert Einstein.
D'ailleurs, en physique nucléaire et physique des particules, l'utilisation de cette relation est implicite : les masses sont souvent exprimées en électronvolts, laissant le lecteur rajouter les « divisé par c2 » par analyse dimensionnelle.
M(A,Z) = Z mp + (A–Z) mn – B(A,Z)/c2,
où apparaissent les masses mp et mn du proton et du neutron. En pratique, pour éviter des nombres trop grands, on utilise l'excès de masse par rapport au carbone 12 dont l'excès de masse est nul par définition.
L'énergie de liaison par nucléon varie d'un nucléide à l'autre. Elle est comprise entre 2 et 9 MeV. Comme l'énergie de masse propre du proton est de 938 MeV, une énergie de liaison de 9 MeV représente moins de 1 % de l'énergie de masse. Faible pour les noyaux légers, elle augmente jusqu'au nickel 62 et décroît ensuite. La forme de la courbe représentant E/A en fonction de A peut être expliquée à l'aide de la formule de Bethe-Weizsäcker.
La notion de défaut de masse n'est pas spécifique à la liaison nucléaire. Il est assez rare de travailler sur les noyaux seuls et les défauts de masse apparaissant dans les tables de masses atomiques comportent une partie due à la présence des électrons et de leur interaction électromagnétique avec le noyau. Cependant lors de réactions nucléaires que subissent des atomes ou des ions les ordres de grandeur des énergies libérées, d'origine nucléaire, sont de loin supérieurs à ceux des variations d'énergie dues à la réorganisation du cortège électronique.